# Bénédicte Ficq
Bénédicte Louise Marie Ficq (Goirle, 25 november 1957) is een Nederlands advocate. Ze pleit veelvuldig in strafzaken en is door vakgenoten jaren achtereen verkozen tot beste vrouwelijke strafpleiter.

## Levensloop
Haar vader, J.J.M. Ficq, werd in 1959 burgemeester van de Zeeuwse gemeente IJzendijke en was vanaf 1968 burgemeester van het Zuid-Limburgse Wittem. Nadat ze in 1986 was afgestudeerd in de rechten aan de Rijksuniversiteit Groningen ging ze in Amsterdam werken bij het kantoor Van Asperen, De Roos en Pen. In 1992 werd het advocatenkantoor Meijering Van Kleef Ficq & Van der Werf opgericht waar ze sindsdien werkt. Sinds 2017 heet het kantoor Ficq & Partners Advocaten. 

## Bekende zaken
In 1996 kwam ze in het nieuws als advocate van Jim T., de verdachte van de balpenmoord. Onder haar clientèle hebben zich verder onder andere Marcel Teunissen en Jan-Dirk Paarlberg bevonden.

### Dino Soerel
In 2007 vertegenwoordigde Ficq haar toen voortvluchtige cliënt Dino Soerel in de Amsterdamse rechtbank. Hij had de rechter om rectificatie gevraagd van een publicatie in De Telegraaf waarin hij de 'baas van Holleeder' werd genoemd. Het verzoek werd afgewezen. In een opgenomen telefoongesprek uit 2011 beweerde Holleeder dat Ficq hem had bedreigd teneinde een valse, voor Soerel ontlastende verklaring te krijgen. Nadat de opname jaren later in Holleeders strafproces werd ingebracht, diende de Amsterdamse deken Evert-Jan Henrichs geen klacht in tegen Ficq, omdat na die tijd niet meer vastgesteld kon worden wat er precies gezegd was.

### Badr Hari
Haar cliënt Badr Hari werd in 2014 veroordeeld voor verschillende mishandelingen, waaronder die van Koen Everink. Hij ging in hoger beroep. In september 2015 legde Ficq de verdediging van Hari neer. Mogelijk had Hari haar en het gerechtshof misleid. Ficq had bepleit Hari niet in voorlopige hechtenis te laten nemen. Belangrijkste reden was een vechtsportgala in Marokko waar Hari aan zou deelnemen, waarvan Ficq flyers overlegde aan het hof en het OM. Kort nadat Ficq gelijk kreeg maakte de organisatie bekend dat Hari niet meedeed. Later die maand werd de relatie hersteld.

### Zaak tegen de tabaksindustrie
In 2016 berichtte Ficq in de media aangifte te doen tegen tabaksfabrikanten, namens Anne Marie van Veen, zelf longkankerpatiënt en anti-tabaksactivist, bekend van Sick of Smoking, Lia Breed, COPD-patiënt, en de Stichting Rookpreventie Jeugd van longarts Wanda de Kanter. Zij spanden een rechtszaak aan tegen de tabaksindustrie wegens het met voorbedachten rade benadelen van hun gezondheid. De bedoeling van de rechtszaak was niet een schadevergoeding te eisen, maar de strafbaarstelling van de praktijken van de tabaksindustrie.
Na de officiële aangifte tegen de tabaksindustrie hebben meerdere organisaties uit de medische wereld zich bij dit initiatief aangesloten, onder andere de Vereniging Nederlands Tijdschrift voor Geneeskunde (NTvG), KWF Kankerbestrijding en meerdere ziekenhuizen waaronder het Antoni van Leeuwenhoekziekenhuis.
In februari 2018 oordeelde het Openbaar Ministerie dat strafrechtelijke vervolging in deze zaak onhaalbaar was, omdat het aan de overheid is om regelgeving aan te passen. Bovendien zei het OM dat tabaksfabrikanten niet verantwoordelijk kunnen worden gehouden voor het gedrag van rokers. Ficq spande daarop een Artikel-12 procedure aan om alsnog het Openbaar Ministerie tot vervolging te laten overgaan. Lopende deze zaak verzocht Ficq een van de raadsheren, Jan Wolter Wabeke, zich terug te trekken in verband met neerbuigende uitlatingen die hij over de zaak zou hebben gedaan. Een week later trok hij zich terug.
Op 6 december 2018 volgde de uitspraak van het gerechtshof Den Haag. Het Openbaar Ministerie kreeg geen bevel tot strafrechtelijke vervolging van tabaksproducenten. Het hof oordeelde dat de tabaksproducenten op dit moment sigaretten produceren die aan de thans geldende Nederlandse en Europese wet- en regelgeving voldoen. Met de toevoeging, dat ondanks het gebruik van gaatjes in de filters van sigaretten en de te hoge uitstootwaarden, die het verslavende karakter en de gezondheidsrisico's nog extra kunnen verhogen, deze producten op dit moment niet illegaal zijn.
Vanwege deze aanklacht tegen de tabaksindustrie werd Bénédicte Ficq samen met Wanda de Kanter door het feministische maandblad Opzij uitgeroepen tot de meest invloedrijke vrouwen van de Opzij Top 100 in 2018. Zij wonnen ook in de categorie gezondheid.

### Zaak tegen Tata Steel
In 2021 deed Ficq namens honderden omwonenden, en enkele organisaties, aangifte tegen Tata Steel vanwege vervuiling die hun gezondheid zou schaden. In 2022 startte het OM een strafrechtelijk onderzoek naar het bedrijf en Harsco Metals, op hetzelfde terrein.

## Extinction Rebellion
Op 28 januari 2023 nam Ficq deel aan de blokkade van de A12 in Den Haag door Extinction Rebellion (XR). Daar werd ze gearresteerd, maar na enkele uren vrijgelaten. Onbekend is of zij daarvoor vervolgd of beboet is. In november 2023 nam zij afstand van XR wegens hun steun aan de Palestijnen.

## In de media
- In het najaar van 2017 werd de documentaireserie De Verdediging uitgezonden, waarin Ficq en haar collega's van Ficq & Partners Advocaten worden gevolgd tijdens hun werk.[16]
- In 2022 stelde Ficq dat bij demonstraties van klimaatactivisten door de politie sneller wordt ingegrepen dan bij boerenprotesten.[17]

## Persoonlijk
Ficq is getrouwd geweest met de journaliste en historica Dorine Hermans, met wie ze twee kinderen heeft.

## Verder lezen
- Sara Plat, 'Seksisme wordt niet alleen bepaald door mannen, maar ook door vrouwen'. Rijksuniversiteit Groningen (28 januari 2022).
- Marcel Wiegman, "Bénédicte Ficq: ‘Er komt net zo’n groot onderzoek naar Tata als bij een moordzaak – daar ben ik extreem blij om’", Het Parool, 19 februari 2022.